# جيمس يونغ
جيمس يونغ (بالإنجليزية: James Young)‏ مواليد 16 أغسطس 1995، هو لاعب كرة سلة أمريكي ويحمل الرقم 13. يبلغ طوله 6 قدم 6 بوصة (2.0 م).

## فرق لعب لها
- بوسطن سيلتكس

## روابط خارجية
- جيمس يونغ على موقع إن بي أي (الإنجليزية)
- جيمس يونغ على موقع سبورتس رفرنس (الإنجليزية)
- جيمس يونغ على موقع كرة السلة الأوروبية.كوم (الإنجليزية)
- جيمس يونغ على موقع إي إس بي إن.كوم (الإنجليزية)
- جيمس يونغ على موقع كلية كرة السلة في سبورتس رفرنس.كوم (الإنجليزية)
- جيمس يونغ على موقع ريلجم (الإنجليزية)
- جيمس يونغ على موقع بروبوليرز (الإنجليزية)
- جيمس يونغ على موقع سبورتس رفرنس (الإنجليزية)